# Nori (Ronnie Flex)
NORI is het derde studioalbum van de Nederlandse rapper Ronnie Flex. Het album werd op 22 maart 2018 uitgebracht onder het Top Notch label. Het album bevat onder andere producties van Ronnie Flex, Boaz van de Beatz, Trobi en Ramiks. Het album is gemixt door DJ Waxfiend. Er staan gastoptredens op van: Winne, Bokoesam, Priceless, Leafs, Jacin Trill, Djahboy, James Francis, Alec Petrus en D-Love. Het album wist meteen op nummer 1 binnen te komen in de Album Top 100. Op Spotify mobile kwam de release met een gepersonaliseerde manga animatie voor iedere track.
Het volledige album is afgemixd door DJ Waxfiend, alle nummers lopen vrijwel alle soepel in elkaar over, soms met een gesproken introductie of afsluiting ertussen. Oorspronkelijk zou het album een kleine EP worden.

## Tracklist
| Nr. | Titel                                     | Duur |
| --- | ----------------------------------------- | ---- |
| 1.  | Saus (met Winne)                          | 3:12 |
| 2.  | WOW (met Bokoesam en Priceless)           | 2:50 |
| 3.  | Kan niet kiezen                           | 2:52 |
| 4.  | Non stop                                  | 2:27 |
| 5.  | 100                                       | 2:42 |
| 6.  | 4/5                                       | 2:22 |
| 7.  | Wat is love (met Leafs)                   | 2:26 |
| 8.  | 2 cups (met Jacin Trill)                  | 2:45 |
| 9.  | Atletiek (met Bokoesam en Djahboy)        | 3:17 |
| 10. | Geekin'                                   | 3:08 |
| 11. | Nori                                      | 2:21 |
| 12. | Batman (met James Francis en Alec Petrus) | 2:38 |
| 13. | Ik zou niet weten (met D-Love)            | 2:59 |